# Banda prohibida
La banda prohibida (en anglès bandgap), a la física de l'estat sòlid i altres camps relacionats, és la diferència d'energia entre la part superior de la banda de valència i la part inferior de la banda de conducció. És present a aïllants i semiconductors.

Estructura de banda semiconductora.

Estructura de bandes en un semiconductor.
Vegeu conducció elèctrica i semiconductor per a una descripció més detallada de l'estructura de bandes.

La conductivitat elèctrica d'un semiconductor intrínsec (pur) depèn en gran manera de l'amplada del gap. Els únics portadors útils per conduir són els electrons que tenen prou energia tèrmica per poder saltar la banda prohibida, la qual es defineix com la diferència d'energia entre la banda de conducció i la banda de valència. La probabilitat que un estat d'energia {\displaystyle E_{0}} estigui ocupat per un electró es calcula mitjançant les estadístiques de Fermi-Dirac. Una aproximació, la de Maxwell-Boltzmann, és vàlida també si es compleix {\displaystyle E_{0}>>E_{F}}, on {\displaystyle E_{F}} és el nivell de Fermi. L'aproximació de Maxwell-Boltzmann ve donada per:
{\displaystyle I^{\left({\frac {-E_{g}}{kT}}\right)}}
on:
I és la funció exponencial
 Eg   és l'energia de banda prohibida
 k  és la constant de Boltzmann
 T  és la temperatura
La conductivitat és un efecte no desitjat, i els materials amb una amplada de banda prohibida major ofereixen un millor comportament. En els fotodíode és d'infrarojos s'usa un gap petit per permetre la detecció de fotons de baixa energia.

## Banda prohibida superconductora
La banda prohibida superconductora  Δ , de vegades coneguda com a gap superconductor, malgrat el seu nom, no està relacionada amb la banda prohibida de semiconductors i aïllants, sinó amb l'energia necessària per trencar el "enllaç" que uneix a dos electrons que estan formant un parell de Cooper (mentre que quan un electró es troba en l'estat normal, la seva energia cinètica es pot modificar una quantitat arbitràriament petita). Si l'energia aplicada és inferior a  2Δ  (el doble, pel fet que un parell es compon de dos electrons, i la banda prohibida es refereix a l'energia  per electró ), no és possible trencar el parell i, per tant, es pot dir que "no passa res" (és a dir, els electrons no absorbiran fonons l'energia sigui inferior a aquesta quantitat).
Més concretament, la banda prohibida superconductora és l'energia per electró entre l'estat fonamental superconductor i el primer estat excitat.
La banda prohibida és màxima en el zero absolut, i va disminuint a mesura que augmenta la temperatura, fins a anul·lar quan s'arriba a la temperatura crítica (és a dir, quan la mostra deixa de ser superconductora pel fet que l'energia d'enllaç del parell de Cooper és més gran que zero).

### L'equació de la banda prohibida
La teoria BCS arriba, aplicant la física quàntica, a una important equació que desenvolupa un paper central en aquesta teoria, i se sol conèixer com  equació de la banda prohibida  o bé  equació del gap :
{\displaystyle {\frac {1}{V}}={\frac {1}{2}}\sum _{k}{\frac {\tanh {({\sqrt {\epsilon _{k}^{2}+\Delta ^{2}}}/2k_{B}T)}}{\sqrt {\epsilon _{k}^{2}+\Delta ^{2}}}}}
on  k  B   és la constant de Boltzmann,  ε  k   és l'energia cinètica sobre el nivell de Fermi i  V  és el potencial d'interacció entre els electrons del parell de Cooper (que en l'aproximació proposada per Cooper és constant sempre que treballem a prop del nivell de Fermi, i nul quan estiguem fora).
El que volem és obtenir el valor de la banda prohibida en funció de la temperatura, és a dir  Δ = Δ (T) , atès que d'aquesta manera podríem posar les propietats que depenen de la banda prohibida en funció de la temperatura (el cosa és important, perquè a l'hora de dur a terme experiments la temperatura serà la variable independent, cosa que no podem fer amb la  Δ ). L'equació és massa complicada com per obtenir el valor exacte de  Δ , però es pot calcular numèricament amb programes informàtics convertint el sumatori en una integral. D'aquesta manera, s'obté una corba amb les següents propietats:
- Quan  T # 0 , l'energia de la banda prohibida és pràcticament constant (la seva tangent és horitzontal en aquest punt), tal que  Δ (T)  és aproximadament igual a  Δ (0) ,
- Quan  T # T  c  ,  Δ (T)  decreix ràpidament tal que té aproximadament la forma d'

{\displaystyle {\frac {\Delta (T)}{\Delta (0)}}\approx 1.74{\sqrt {1-{\frac {T}{T_{C}}}}}}
(Més avall, a la secció  Enllaços externs  hi ha un enllaç a la pàgina d HyperPhysics  que conté un gràfic amb la forma d Δ = Δ (T) ).
Gràcies a l'equació de la banda prohibida és possible calcular moltes quantitats termodinàmiques en superconductors com l'entropia, el calor específica, l'energia interna o l'energia lliure en funció de la temperatura, el qual és fonamental per a predir resultats experimentals.

## Llista de bandes prohibides
En la següent taula apareixen bandes prohibides de diversos semiconductors (no confondre amb la banda prohibida  superconductora  també esmentada):
| Material               | Símbol | Band gap (eV) 300 K | Referència |
| ---------------------- | ------ | ------------------- | ---------- |
| Silici                 | Si     | 01/11               | [ 1 ]      |
| Germani                | Ge     | 0,66                | [ 1 ]      |
| Carbur de silici       | SiC    | 2.86                | [ 1 ]      |
| Fosfur d'alumini       | ALP    | 2.45                | [ 1 ]      |
| Arsenur de alumini     | Alas   | 16/02               | [ 1 ]      |
| Antimonur d'alumini    | AlSb   | 01/06               | [ 1 ]      |
| Nitrat d'alumini       | ALN    | 03/06               |            |
| Diamant                | C      | 05/05               |            |
| Fosfur de gali (III)   | Gap    | 26/02               | [ 1 ]      |
| Arsenur de gali        | GaAs   | 1.43                | [ 1 ]      |
| Nitrur de gali (III)   | GaN    | 03/04               | [ 1 ]      |
| Sulfur de gali (II)    | GaS    | 2.5 (295 K)         |            |
| Antimonur de galio     | GaSb   | 0,7                 | [ 1 ]      |
| Nitrur d'indi (III)    | INN    | 0,7                 | [ 2 ]      |
| Fosfur d'indi (III)    | InP    | 1.35                | [ 1 ]      |
| Arsenur d'indi (III)   | INAS   | 0,36                | [ 1 ]      |
| Òxid de zinc           | ZnO    | 3.37                |            |
| Sulfur de zinc         | ZnS    | 03/06               | [ 1 ]      |
| Selenur de zinc        | ZnSe   | 07/02               | [ 1 ]      |
| Tel·lurur de zinc      | ZnTe   | 25/02               | [ 1 ]      |
| Sulfur de cadmi        | CdS    | 2.42                | [ 1 ]      |
| Selenur de cadmi       | CdSe   | 1.73                | [ 1 ]      |
| Tel·lurur de cadmi     | CdTe   | 1.49                | [ 3 ]      |
| Sulfur de plom (II)    | PbS    | 0,37                | [ 1 ]      |
| Selenur de plom (II)   | PbSe   | 0,27                | [ 1 ]      |
| Tel·lurur de plom (II) | PbTe   | 0,29                | [ 1 ]      |
| Òxid de coure (II)     | Cu 2 O | 17/02               | [ 4 ]      |